# 퍼스트 클래스 (드라마)
《퍼스트 클래스》(일본어: ファースト・クラス)는 2014년에 후지 TV 계열에서 방송된 텔레비전 드라마이다. 주연은 사와지리 에리카.
제1기는 4월 19일부터 6월 21일까지 매주 토요일 23:10 ~ 23:55에 방송되었고, 제2기는 10월 15일부터 12월 24일까지 매주 수요일 22:00 ~ 22:54에 방송되었다.

## 개요
패션 업계에서 일하는 것을 꿈꾸면서, 도쿄·서민 동네의 의복 재료점에서 일하고 있던 요시나리 치나미가 패션 잡지 〈퍼스트 클래스〉의 편집부에 근무하는 것이 되어, 편집부의 상사나 선배, 전속 패션 모델로부터 장렬한 괴롭힘에 마주하는 이야기를 통해, 여성끼리의 커뮤니케이션에서, 자기의 우위성을 태도나 말로 주장해 상하 관계의 등급을 매기는 〈마운팅〉의 생태를 그리는 테마가 되어 있어, 타이틀 〈퍼스트 클래스〉란 상하 관계의 정점을 의미하고 있다. 또 동시에, 요시나리 치나미가 곤란을 극복해 정점에 설 때까지를 그리는 〈현대판·내막 신데렐라 스토리〉인 것도 강조되고 있다.
제2기에서는 무대를 잡지사에서 패션 브랜드 〈TATSUKO YANO〉로 옮겨, 〈퍼스트 클래스〉 편집부원들도 섞여 업계의 이면과 마운팅을 그린다.
캐치프레이즈
- 제1기 〈나 이외, 전원 악녀.〉.
- 제2기 〈나 포함, 전원 악녀.〉.

## 캐스트

### 주인공
요시나리 치나미 (26→27) - 사와지리 에리카 (어린 시절:후지타 사이카)
주인공. 토치기 현 우츠노미야 시 출신.
제1기
의복 재료점 〈Tokai〉 판매원→〈퍼스트 클래스〉 아르바이트 편집부원→〈푸에르토〉 부편집장→〈퍼스트 클래스〉 편집장.
제2기
신인 디자이너→치프 디자이너→〈NGS Holdings〉 접수→사장 비서→〈tastuko yano japan〉 크리에이티브 디렉터→〈tastuko yano japan〉 톱→〈TATSUKO YANO group〉 크리에이티브 디렉터→〈chinami yoshinari & orchild〉 디자이너.

### 공통 시즌
MIINA→스즈키 요시코 (25→26) - 사사키 노조미
군마현 다카사키시 출신.
제1기
No.1 모델.
제2기
〈퍼스트 클래스〉 편집부원.
카와시마 레미에 (24→25) - 나나오
미국 로스앤젤레스 출신. 2살 때 귀국했기 때문에 영어 회화가 안되지만, 자신은 〈귀국자녀〉라고 우겨댄다.
연고 채용으로 입사한, 정사원. 〈퍼스트 클래스〉 편집부원.
키무라 시라유키 (31→32) - 타바타 토모코
교토부 출신.
계약 사원. 〈퍼스트 클래스〉 편집부원→프리 라이터.
야마키 코나츠 (41→42) - 미우라 리에코
도쿄도 하치오지시 출신.
〈퍼스트 클래스〉 부편집장→〈푸에르토〉 편집장→〈F&M Japan〉 글로벌 컨설팅 사업부 부장 어시스턴트.
오오사와 루미 (41→42) - 이타야 유카
도쿄 도 스기나미구 출신.
〈퍼스트 클래스〉 편집장→〈F&M Japan〉 글로벌 컨설팅 사업부 부장.
ERENA (23) - 이시다 니콜
미국 로스앤젤레스 출신.
제1기
No.2 모델.
제2기
〈NGS Holdings〉의 백업으로 자신이 프로듀스한 브랜드 〈CLAP CLAP〉을 세운다.

### 제1기

#### 준코샤→F&M Japan

##### 에디터(편집부원)
코스기 아야나 - 타나카 미레이 (SUPER☆GiRLS) (제2기 제9화)
〈퍼스트 클래스〉 편집부원→〈푸에르토〉 편집부원.
도쿄 대학 이과 III류 졸업. 남편은 2년 선배로 데이 트레이더.

##### 그 외 전속 스태프
니시하라 이츠키 (26) - 나카마루 유이치 (제2기 최종화)
카나가와 현 요코하마시 출신.
카메라 어시스턴트→보도 카메라맨.
실은 대기업 〈대동양 제지〉의 도련님.
마츠다 시즈카 (35) - 유이 료코 (제2기 제9화)
카나가와 현 이세하라시 출신.
포토그래퍼. 이츠키의 상사.
이소가이 타쿠미 (37) - 히라야마 히로유키 (제2기 제9화)
도쿄 도 무사시노시 출신.
스타일리스트 겸 패션 디렉터.

##### 그 외 관계자
아키바 - 타카치 노보루
사장.

#### 게스트
나카야마 미사에 - 릴리 (제1화·제2기 제8화)
루미의 어머니. 치나미의 전 동료 점원으로 친구.
미란다 - JENNY SKIDMOR (제3화)
〈퍼스트 클래스〉의 인터뷰 기사에 등장할 예정인 할리우드 여배우.
사나다 미야코 - 이와사 마유코 (제4화)
광고부 사원.
나카이 - 모토 후유키 (제5화)
잡화점 주인.
카시모토 준 - hitomi (제7화)
〈sophia sarsgaard〉의 크리에이티브 디렉터.
나가미네 레이코 - 타카오카 사키 (제8화/특별 출연)
패션지 〈소피아〉의 편집장.
후지사키 아츠코 - 유아사 미와코 (제8화)

리에코 매카트니 - LiLiCo (제8 ~ 최종화·제2기 제8 ~ 최종화)
아키바의 후임 사장. F&M Japan의 관계자이기도 하다.

### 제2기

#### TATSUKO YANO
TATSUKO YANO→tastuko yano japan→TATSUKO YANO (ORIGINAL)→TATSUKO YANO
야노 타츠코가 25세 때 세운 패션 브랜드. NGS Holdings에 매수되어, 산하가 된다. NGS Holdings가 F&M Japan에 매수된 것으로, NGS Holdings의 소멸과 함께 〈TATSUKO YANO〉 〈tatsuko yano japan〉의 두 브랜드도 사라진다.
취체역
야노 타츠코 (60) - 나츠키 마리
〈TATSUKO YANO〉 창설자로, 사장→사장 해임→사장. 업계의 가드 머더.
타키가와 란코 (57) - 요 키미코
〈NGS Holdings〉 CEO→CEO 해임→부사장→〈chinami yoshinari & orchild〉 사원.
야노 류타로 (29) - 후치카미 야스시
타츠코의 아들로, 〈TATSUKO YANO〉 부사장→이사→〈F&M Japan〉 어패럴 사업부 부장→〈TASTUKO YANO〉 사장.
히로키 리카 (40) - 키무라 요시노
크리에이티브 디렉터→사장→사장 해임.
디자이너
토노미네 나기코 (35) - 토모사카 리에
디자이너→〈CLAP CLAP〉 상품 개발부→디자이너.
카와시마 나미에 (29) - 시시도 카프카
디자이너→〈NGS Holdings〉 커스터머 센터→디자이너. 레미에의 언니.
스가 사쿠라 (26) - 쿠라시나 카나
어시스턴트 디자이너→〈CLAP CLAP〉 상품 개발부→어시스턴트 디자이너→디자이너.
사에키 다이고로 (25) - 나카무라 토모야
어시스턴트 디자이너.
사타노 유이 (19) - 야마야 카스미
인턴.
패턴너
야부키 카오루 (38) - 이치카와 미와코
패턴너.
신도 후부키 (36) - 시노하라 토모에
패턴너.
쿠니키다 히사시 (21) - 오카모토 케이토 (Hey! Say! JUMP)
인턴 패턴너.
프레스
아라마키 치후유 (40) - 코지마 히지리
프레스 톱→〈CLAP CLAP〉 상품 개발부→프레스 톱.
무카이야마 하나 (26) - 스즈키 치나미
프레스 어시스턴트→〈CLAP CLAP〉 상품 개발부→프레스 어시스턴트.

#### NGS Holdings
마미야와 란코가 협력해 설립한 어패럴 브랜드. 그러나 후에 막대한 빚을 져, F&M JAPAN에 매각된다.
마미야 미츠루 (30) - 아오야기 쇼
전무 겸 산하인 〈퍼스트 패션〉 사장→CEO→CEO 해임→〈tatsuko yano japan〉 사원.

#### 그 외
카부라기 사부로 - 마로 아카지
패션계의 픽서.
YURINA/야마우치 유리나 - 나카가와 카나
대기업 퍼스트 패션 브랜드의 메인 모델. 히로키의 딸.

#### 게스트
지츠카와 - 하세가와 토모하루 (제2화)
〈지츠카와 봉제〉 사장.
스가와라 세이지 - 아리후쿠 마사시 (제2화)
숙련된 봉제 기술을 가진 사람.
토미코 - 이즈미 쿄코 (제2화)
봉제 기술을 가진 사람.
오오쿠보 마도카 - 치넨 리나 (제4 ~ 5화)
〈NGS Holdings〉 총무부 접수 책임자.
니시무라 - 오우미야 타로 (제4 ~ 5화)
사노의 제1비서.
치노 마키 - 겐카쿠 유코 (제4화)
〈모아 키즈〉 치프 디자이너.
사노 - 세타 히로미 (제4화)
차기 경제 산업 대신 후보인 중의원 의원.
타카노 미사키 - 타케우치 유리 (제5화)
〈CLAP CLAP〉 디자이너.

## 스태프

### 제1기
- 각본 - 와타나베 치호
- 음악 - 노자키 료타
- 연출 - 미즈타 나루히데, 키노시타 나오미, 코바야시 카즈히로, 오이카와 히로노리, 오카노 히로노부
- 주제가 - KAT-TUN 〈In Fact〉 (제이 스톰)
- 테마 송 - SOLIDEMO 〈Heroine〉 (avex trax)
- 내레이션 - LiLiCo
- 조명 협력 - 더 호라이즌
- 미술 협력 - 후지 아르
- 협력 - 라이즈
- 취재 협력 - 샌딩
- 편성 기획 - 오오타 다이
- 제작 통괄 - 시미즈 카즈유키
- 프로듀스 - 코바야시 카즈히로, 오이카와 히로노리
- 제작 - 후지 TV
- 제작 저작 - FCC

### 제2기
- 각본 - 오이카와 히로노리
- 음악 - 이즈츠 아키오
- 연출 - 니시우라 마사키, 미야와키 료, 나라키노 아야
- 주제가 - 아무로 나미에 〈BRIGHTER DAY〉 (Dimension Point)
- 오프닝 테마 - SOLIDEMO 〈Rafflesia〉 (avex trax)
- 내레이션 - LiLiCo
- 타이틀 백 - 미타니 신페이
- 푸드 코디네이터 - 하라 유코
- 영어 번역 도움 - 오카모토 케이토
- 패션 감수 - 군지 사유미
- 의상 제공 - MERCURYDUO, is, cheryl chee, REIJI HARIMOTO
- 편성 기획 - 오오타 다이
- 프로듀스 - 아사노 마스미
- 협력 프로듀스 - 미타 마나미
- 제작 - 후지 TV
- 제작 저작 - FCC

## 수상
제1기
- 2014년 도쿄 드라마 어워드
  - 작품상·우수상 (연속 드라마 부문)

- 제81회 더 텔레비전 드라마 아카데미상
  - 조연 여우상 (나나오)
  - 더 텔레비전 특별상 (《퍼스트 클래스》의 부음성)

## 방송 일자

### 제1기
| 각 화                                                      | 방송일          | 부제                                                                                | 연출              | 시청률 |
| ---------------------------------------------------------- | --------------- | ----------------------------------------------------------------------------------- | ----------------- | ------ |
| 제1화                                                      | 2014년 4월 19일 | 여자의 등급을 매기는 지옥 개막 괴롭힘당하는 신데렐라 사와지리 이외, 전원 악녀       | 미즈타 나루히데   | 6.5%   |
| 제2화                                                      | 4월 26일        | 사와지리VS도둑고양이 악녀 도둑맞은 기획서! 더 이상 용서하지 않아! 반격 시작         | 미즈타 나루히데   | 9.1%   |
| 제3화                                                      | 5월 3일         | 독을 넣은 샌드의 덫! 죽일 생각…? 사와지리도 빨리 종료? 아니 대역습인가              | 키노시타 나오미   | 6.1%   |
| 제4화                                                      | 5월 10일        | 오늘밤도 악마의 목소리 작렬 도촬 공격으로 성질 나쁜 여자 역습 최광의 지옥 풍경 왔다 | 키노시타 나오미   | 6.7%   |
| 제5화                                                      | 5월 17일        | 지옥의 하층 사회 진구렁 결전 세레부VS최하위녀! 최흉 꽃뱀, 엄니를 드러내다           | 코바야시 카즈히로 | 6.1%   |
| 제6화                                                      | 5월 24일        | 질척질척 제1장 오늘밤 충격 결착! 사랑×우정=지옥! 꽃뱀은 봤다!                       | 미즈타 나루히데   | 8.8%   |
| 제7화                                                      | 5월 31일        | 오래 기다리셨습니다! 제2장 개막으로 검은 사와지리 해금! 꽃뱀 애욕의 덫              | 오이카와 히로노리 | 7.8%   |
| 제8화                                                      | 6월 7일         | 지옥의 사신 난입으로 악녀 육탄전! 죽는 건 누구?                                     | 오카노 히로노부   | 8.9%   |
| 제9화                                                      | 6월 14일        | 최종장은 악녀 W배 개막! 정점도 결국 지옥                                            | 키노시타 나오미   | 9.2%   |
| 최종화                                                     | 6월 21일        | 환희 후 지옥 후 기적 후 지옥의 최악 최종회                                          | 미즈타 나루히데   | 10.3%  |
| 평균 시청률 8.0% (시청률은 칸토 지구·비디오 리서치사 조사) |                 |                                                                                     |                   |        |

- 제9화는 20분 지연.

### 제2기
| 각 화                                                      | 방송일           | 부제                                                                     | 연출            | 시청률 |
| ---------------------------------------------------------- | ---------------- | ------------------------------------------------------------------------ | --------------- | ------ |
| 제1화                                                      | 2014년 10월 15일 | 광기의 서바이벌! 악녀 사와지리VS10인의 악녀 패션 업계 격부 지옥 개막     | 니시우라 마사키 | 8.8%   |
| 제2화                                                      | 10월 22일        | 신데렐라VS파괴녀 데뷔작이 백지로! 흑막은 누구                            | 니시우라 마사키 | 8.3%   |
| 제3화                                                      | 10월 29일        | 결국 최하위 전락! 반짝반짝&질척질척에 괴롭힘 당하는 신데렐라 호읍의 밤   | 미야와키 료     | 5.8%   |
| 제4화                                                      | 11월 5일         | 사와지리, 접수계로 전락 화장실 청소로 눈물의 밤                          | 미야와키 료     | 7.1%   |
| 제5화                                                      | 11월 12일        | 나는 음지의 고스트 디자이너… 잔혹 악녀 모델이 모든 것을 빼앗다           | 니시우라 마사키 | 7.1%   |
| 제6화                                                      | 11월 19일        | 디자이너 총선거! 아가씨 학교 제복 배틀… 어머니의 고백, 딸의 눈물         | 미야와키 료     | 5.8%   |
| 제7화                                                      | 11월 26일        | 친구와의 눈물의 재회! 그것은 지옥의 시작 지금은 나를 안아                | 니시우라 마사키 | 5.1%   |
| 제8화                                                      | 12월 10일        | 여러분, 안녕 새색시 차림으로 눈물의 이별! 그리고 전부 잃었다             | 나라키노 아야   | 6.2%   |
| 제9화                                                      | 12월 17일        | 신데렐라의 마법이 풀리는 밤                                              | 미야와키 료     | 5.2%   |
| 최종화                                                     | 12월 24일        | 악녀들의 X마스! 왕자와 눈물의 재회 그리고 뜨거운 키스의 폭탄 저기압 안녕 | 니시우라 마사키 | 6.5%   |
| 평균 시청률 6.6% (시청률은 칸토 지구·비디오 리서치사 조사) |                  |                                                                          |                 |        |

- 첫회는 15분 확대.
- 제3화는 1시간 40분 지연.
- 12월 3일은 《2014 FNS 가요제》 방송 때문에 휴지.